# Woodlawn (metropolitana di New York)
Woodlawn è una stazione della metropolitana di New York, capolinea nord della linea IRT Jerome Avenue. Nel 2019 è stata utilizzata da 2 094 285 passeggeri. È servita dalla linea 4, attiva 24 ore su 24.

## Storia
La stazione fu aperta il 15 aprile 1918. Venne ristrutturata nel 2005.

## Strutture e impianti
La stazione è posta su un viadotto al di sopra di Jerome Avenue, ha due banchine laterali, una banchina a isola e due binari. Solo la banchina centrale è utilizzata regolarmente. Il mezzanino, posizionato sotto l'estremità nord del piano binari, ospita le scale per accedere alle banchine, i tornelli e le due scale per il piano stradale che portano all'incrocio con Bainbridge Avenue.

## Interscambi
La stazione è servita da alcune autolinee gestite da MTA Bus e NYCT Bus.
- Fermata autobus